# Censura fascista
La censura fascista in Italia consistette in un'attività di censura e di controllo sistematico della comunicazione e, in particolare, della libertà di espressione, di pensiero, di parola, di stampa e nella repressione della libertà di associazione, di assemblea, di religione avutasi soprattutto durante il ventennio fascista (1922-1943).
La censura in Italia non terminò del tutto con la fine del regime fascista, anche se i governi democratici della Repubblica Italiana, pur sussistendo alcune disposizioni del codice Rocco, si dichiararono esplicitamente a favore della libertà d'espressione come sancito dall'articolo 21 dalla costituzione della Repubblica Italiana.

## Contesto storico

Foto vietata che ritrae, in una parata al Foro Italico di Roma, Benito Mussolini, la figlia Edda Ciano e altri gerarchi bagnati da un'innaffiatrice.

Norme limitatrici di alcune delle libertà civili erano presenti anche nella politica culturale sabauda, sia prima dell'unità d'Italia che al tempo del Regno d'Italia prima dell'avvento del fascismo.
L'intervento repressivo, sporadico fino al 1923, registra un salto di qualità l'8 luglio 1924 con la pubblicazione - ad un anno dalla sua approvazione in Consiglio dei ministri - del regio decreto-legge 15 luglio 1923, n. 3288, contenente norme sulla gerenza e vigilanza dei giornali e delle pubblicazioni periodiche. Il 10 luglio lo stesso governo Mussolini approva all'unanimità le «Norme di attuazione del R.D. legge 23 luglio 1923, sulla gerenza e vigilanza dei giornali». Molti giornali chiusi o censurati fanno ricorso; i magistrati accolgono i ricorsi giudicando i regi decreti inidonei a comprimere le libertà garantite dallo Statuto albertino. Ciò indurrà il 4 dicembre 1924 il governo Mussolini a presentare alla Camera un progetto di legge sulla stampa, di rango primario, che darà luogo alla normativa liberticida di cui alla legge 31 dicembre 1925, n. 2307. 
A partire dal 1925, del resto, inizia a prendere forma lo stato dittatoriale che reprimerà ogni forma di libertà d'espressione. Durante il ventennio fascista, inoltre, la polizia politica esercita uno stretto controllo sulle vite dei cittadini.

## Caratteristiche e scopi
La censura si proponeva il controllo:
- dell'immagine pubblica del regime, ottenuto anche con la cancellazione immediata di qualsiasi contenuto che potesse suscitare opposizione, sospetto, o dubbi sul fascismo;
- dell'opinione pubblica come strumento di misurazione del consenso;
- dei singoli cittadini ritenuti sospetti dal governo con la creazione di archivi nazionali e locali (schedatura) nei quali ognuno veniva catalogato e classificato a seconda delle idee, delle abitudini, delle relazioni d'amicizia, dei comportamenti sessuali e delle eventuali situazioni e atti percepiti come riprovevoli.

La censura fascista aggiunse ai temi che già in epoca liberale venivano tenuti sotto sorveglianza, come la morale, la magistratura, la casa reale e le forze armate, una quantità di argomenti che variavano a seconda dell'evolversi dell'ideologia fascista e dei suoi atti politici. In particolare veniva censurato ogni contenuto ideologico alieno al fascismo o considerato disfattista dell'immagine nazionale, ed ogni altro tema culturale considerato disturbante il modello stabilito dal regime.
Dapprima fu eliminata ogni considerazione ritenuta lesiva del regime (a proposito del Duce, della guerra, della patria e del sentimento nazionale) e, in seguito, ogni accenno ritenuto negativo nei confronti della maternità, della battaglia demografica, dell'autarchia ecc. In modo particolare la censura del regime era attenta ed occhiuta quando nelle produzioni e visione degli spettacoli si rintracciava una qualche considerazione celebrante l'individualismo che mettesse in discussione la supremazia dello Stato, principio supremo dell'ideologia fascista.

## Dal 1925 al 1937

### La censura sulla stampa d'informazione

Mussolini saluta il re Vittorio Emanuele III, ma l'inchino e la stretta di mano erano vietati dal regime: la foto fu censurata.

I decreti del regime fascista sulla stampa in vigore dal 1924 e la legislazione speciale per la difesa dello Stato sanciranno di fatto la chiusura in Italia del quotidiano anarchico «Umanità Nova» poi pubblicato in Francia e negli Stati Uniti d'America. Nel 1925 iniziò una lunga sequela di sequestri o chiusure forzate dei giornali non allineati al regime. L'8 novembre veniva sospesa la distribuzione de «L'Unità» e dell'organo del Partito Socialista Italiano «Avanti!». In data 31 dicembre 1925 entrò in vigore la legge n. 2307 sulla stampa che disponeva che i giornali potessero essere diretti, scritti e stampati solo se avessero avuto un responsabile riconosciuto dal prefetto, vale a dire dal governo. Quelli privi del riconoscimento prefettizio venivano considerati illegali. Il regime aumentò il suo controllo anche con l'esercizio di intimidazioni e pressioni indirette, come avvenne quando nel 1925 Luigi Albertini, in occasione degli articoli riguardanti il delitto Matteotti, fu costretto a dimettersi dalla direzione del Corriere della Sera e a lasciare la società editrice, che passò sotto la proprietà dei Crespi.
Nell'ottobre del 1926 il fallito attentato a Mussolini a Bologna diede al regime il pretesto per sopprimere l'Avanti! (organo del PSI) e il quotidiano indipendente Il Mondo di Roma. Fu temporaneamente chiusa anche L'Ora di Palermo fino alla fine dello stesso anno. Con l'approvazione del R.D. 26 febbraio 1928, n. 384 si crearono i presupposti per il controllo totale della stampa: la nuova disposizione stabiliva infatti che poteva essere iscritto all'ordine dei giornalisti solo chi non avesse svolto attività in contrasto con gli interessi della nazione. Le domande d'iscrizione all'albo erano controllate da un'apposita commissione, di nomina ministeriale, che le approvava in base alle informazioni delle varie prefetture sulla "condotta politica" dei richiedenti.
Il 6 novembre 1926 fu emanato il Testo unico di Pubblica sicurezza. In materia di sequestro degli stampati, conteneva le seguenti disposizioni: l'articolo 111 stabiliva che per esercitare l'”arte tipografica” e “qualunque arte di stampa o di riproduzione meccanica o chimica in molteplici esemplari” occorreva la “licenza del questore”; all'art. 112 veniva fatto divieto di “fabbricare, introdurre nel territorio dello Stato, acquistare, detenere, esportare” e anche esporre in vetrina “scritti, disegni, immagini od altri oggetti di qualsiasi specie contrari agli ordinamenti politici, sociali od economici costituiti nello Stato o lesivi del prestigio dello Stato o dell'Autorità o offensivi del sentimento nazionale” (testo del T. U. rivisto con il regio decreto n. 773 del 18 giugno 1931).

La facoltà di disporre il sequestro di una pubblicazione spettava all'autorità locale di pubblica sicurezza.
Nel 1930 venne proibita la distribuzione di libri che contenevano ideologia marxista o simili, ma questi libri potevano essere raccolti nelle biblioteche pubbliche in sezioni speciali non aperte al vasto pubblico. Lo stesso capitava per i libri che venivano sottoposti a sequestro. Tutti questi testi potevano essere letti dietro autorizzazione governativa ricevuta in seguito alla manifestazione di validi e chiari propositi scientifici o culturali.
Nel periodo che intercorre dal 1926 al 1934 si verificò un importante trasferimento di competenze: il ministero dell'Interno (di cui la Pubblica Sicurezza è parte integrante) fu sollevato dalla gestione della materia, che Mussolini decise di accentrare nella Presidenza del Consiglio. Il documento che fece da spartiacque fu la circolare del 3 aprile 1934 firmata da Benito Mussolini. Essa (Circ. 442/9532) conferì il potere di censurare una pubblicazione all'Ufficio stampa della Presidenza del Consiglio, che si affiancò pertanto ai prefetti (e naturalmente li poté condizionare). Inoltre annunciò l'introduzione del sequestro preventivo delle pubblicazioni. Infatti, si legge che:
Venivano salvate le formalità della legge in vigore, secondo cui la riproduzione a stampa rimaneva libera, ma il sequestro poteva avvenire prima che la pubblicazione raggiungesse il pubblico
Per completare il passaggio dalla vecchia prassi alla nuova occorsero circa due anni. Durante questo processo l'Ufficio stampa della Presidenza del Consiglio aumentò le sue funzioni fino a diventare Ministero della cultura popolare (Minculpop). I prefetti furono scavalcati: tutta la materia passò quindi nelle mani del dicastero retto da Dino Alfieri.
Il controllo sulle pubblicazioni lecite era condotto in pratica, alle rotative, da fedeli funzionari civili, e ciò diede vita alla comune battuta secondo cui qualsiasi testo che poteva raggiungere un lettore era stato "scritto dal Duce e approvato dal caporeparto". Nel 1936 il Minculpop iniziò a dare precise indicazioni editoriali, ponendo la sua attenzione anche agli aggettivi. Come in qualsiasi sistema totalitario, la censura fascista suggeriva di comporre i giornali con una più ampia attenzione alla cronaca nei momenti politicamente più delicati, in modo da distrarre l'opinione pubblica dai problemi del governo. La stampa creava allora dei "mostri" o si concentrava su figure terrorizzanti (assassini, serial killer, terroristi, pedofili, ecc.). Quando necessario, veniva evidenziata l'immagine di uno Stato sicuro e ordinato, dove la polizia era in grado di catturare tutti i criminali e, come vuole il luogo comune, i treni erano sempre in orario. Tutte queste manovre erano solitamente gestite direttamente dal MinCulPop.

### La satira: ilMarc'Aurelio
Riguardo alla satira e alla stampa ad essa associata, il fascismo non fu molto severo e infatti una famosa rivista, il Marc'Aurelio, ebbe modo di essere stampata e distribuita con pochi problemi. Nel 1924-1925, durante il periodo più violento del fascismo (quando le squadre fasciste usarono la brutalità contro gli oppositori), riferendosi alla morte di Giacomo Matteotti, ucciso dai fascisti, il Marc'Aurelio pubblicò una serie di pesanti barzellette e vignette, descrivendo un Mussolini che distribuiva la pace, eterna in questo caso. Il Marc'Aurelio comunque assunse un tono più integrato negli anni successivi e nel 1938 (l'anno delle leggi razziali) pubblicava spesso articoli e disegni di volgare contenuto antisemita.

## La censura teatrale
L'intervento del regime fascista nella vita pubblica italiana, agli inizi modesto, divenne rilevante solo dopo il 1922 con il contemporaneo consolidarsi del regime. Negli anni venti il teatro italiano attraversava una profonda crisi dovuta alla concorrenza del cinema ed è solo dagli anni trenta che il governo fascista prende atto dell'importanza dell'influenza culturale rappresentata dallo spettacolo teatrale decidendo di prendere in mano la guida delle attività teatrali con una serie d'interventi come il finanziamento pubblico, la nuova organizzazione delle filodrammatiche, il controllo delle compagnie nelle loro tournée in Italia e all'estero e soprattutto con l'organizzazione di una nuova efficiente censura teatrale.
Prima del 1930 il fascismo non ebbe un'apposita organizzazione di controllo della produzione teatrale. Osservare quanto accadeva nel mondo dello spettacolo e, in caso, intervenire era compito delle locali prefetture. Solo nel 1931 il regime credette opportuno creare un organo di controllo nazionale istituendo un ufficio nell'ambito del Ministero dell'interno retto dal funzionario Leopoldo Zurlo, rimasto in carica sino al 1943, che prese complessivamente in esame ben 18000 testi di autori italiani.
Nel 1935 questo ufficio di controllo fu spostato sotto le direttive del Ministero della Stampa e Propaganda divenuto poi nel 1937 Ministero della cultura popolare. Oltre agli uffici appositamente creati il regime si serviva per i suoi interventi censori anche di altre fonti indirette ed estemporanee quali corrispondenze e critiche giornalistiche o anche generiche voci sugli spettacoli ad opera degli stessi spettatori.
L'azione censoria non era uguale per tutti gli autori ma si differenziava di volta in volta con esiti diversi anche per lo stesso autore o per lo stesso spettacolo, a seconda del contesto in cui si svolgeva. Raramente l'opera di un autore veniva censurata del tutto ma molto più spesso l'intervento del censore si limitava a togliere alcune battute o un intero atto del copione o singoli particolari riguardanti le scene o i costumi giudicate lesive politicamente dal regime.
Il prefetto Zurlo fu molto accurato nell'eseguire il suo lavoro: ogni suo intervento censorio era infatti accompagnato da note esplicative. Questi interventi così precisi richiedevano naturalmente del tempo e questo spiega perché era previsto che ogni opera dovesse passare il vaglio della censura presentandola all'ufficio apposito almeno due mesi prima del debutto sulla scena. Ciò fa anche capire perché gli stessi autori spesso si autocensurassero e, per non correre rischi di dannosi ritardi per l'esordio delle loro opere, introducessero nel copione surrettizie lodi al fascismo, adombrandone i meriti e i valori nello stesso racconto teatrale. In definitiva non vi furono particolari resistenze degli autori nei confronti della censura che anzi preferivano che intervenisse prima della rappresentazione, richiedendone essi stessi l'intervento piuttosto che nel corso della stessa quando avrebbe potuto portare alla sospensione dello spettacolo.
Un effetto collaterale dell'intervento censorio sui copioni teatrali è quello che è stato visto come un revival del canovaccio e della commedia dell'arte, dato che tutte le storie da rappresentare dovevano ottenere un permesso prima di essere messe in scena: le sceneggiature, invece che essere riportate nei dettagli, venivano sommariamente riassunte, così che ufficialmente assumevano l'aspetto di improvvisazioni su un dato tema.

### Il caso di Sem Benelli
Clamorose eccezioni a questa situazione furono i casi di Roberto Bracco e Sem Benelli.
Dal momento in cui Benelli ruppe con il regime dopo il delitto Matteotti, la censura fascista si accanì sulle rappresentazioni teatrali di quest'autore che pure aveva acclamato il Duce come genio in cima a una piramide e Dio in terra. Il Ministero della cultura popolare nel maggio del 1933 ordinava all'Opera Nazionale Dopolavoro di proibire «a tutte le compagnie filodrammatiche di rappresentare lavori di Roberto Bracco e di Sem Benelli», sospetto antifascista e comunque «contrarie ai criteri educativi e morali» del fascismo.
Sorvegliato dall'OVRA, impossibilitato a pagare i suoi debiti, Benelli, a cui era stato espressamente vietato di comporre altre opere, attraversò un difficile momento anche se l'ambiguo atteggiamento del regime nei confronti dell'arte gli permise a sprazzi di continuare il suo lavoro non senza clamorosi incidenti. Significativo quanto accadde con il dramma l'Orchidea, rappresentato all'"Eliseo" di Roma il 20 maggio del 1938. Scrisse Arturo Bocchini, il capo della polizia, a Francesco Peruzzi, ispettore responsabile dell'OVRA: «Com'è noto la sera del 20 maggio u.s., al teatro Eliseo di Roma, la commedia Orchidea di Sem Benelli ebbe un'accoglienza talmente ostile da parte degli spettatori che se ne dovette sospendere la rappresentazione. Il lavoro è stato poi definitivamente tolto dal cartellone».
In realtà l'Orchidea al suo debutto aveva avuto una buona accoglienza da parte del pubblico; se ora invece ne subiva i fischi e le urla di dissenso questo era dovuto alla gazzarra organizzata da una cinquantina di squadristi fascisti mandati appositamente da Starace, segretario nazionale del Partito nazionale fascista e da Andrea Ippolito, federale di Roma. Precedentemente a questi fatti la censura fascista si era maldestramente esercitata anche su un altro dramma di Benelli L'elefante, rappresentato nel 1937. Per un equivoco i tagli imposti al copione non erano stati riportati nel testo che era stato pubblicato e distribuito in teatro, per cui il pubblico poté constatare, seguendo la recitazione degli attori, l'insensatezza delle frasi censurate, come quella che diceva «il matrimonio è diventato la fissazione della civiltà moderna».

## La censura militare

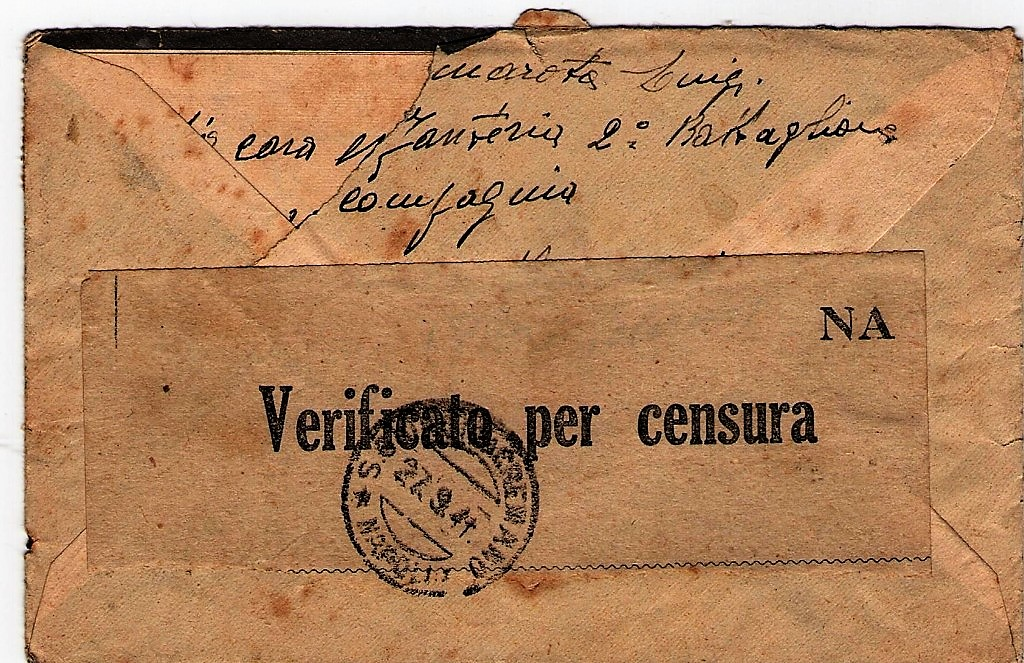
Lettera spedita da un soldato italiano alla propria fidanzata, in provincia di Napoli, il 27 settembre 1941; verificata per la censura.

Le commissioni militari per la censura quotidianamente componevano in una nota, che veniva ricevuta giornalmente da Mussolini o dal suo apparato, le opinioni e i sentimenti dei soldati al fronte.

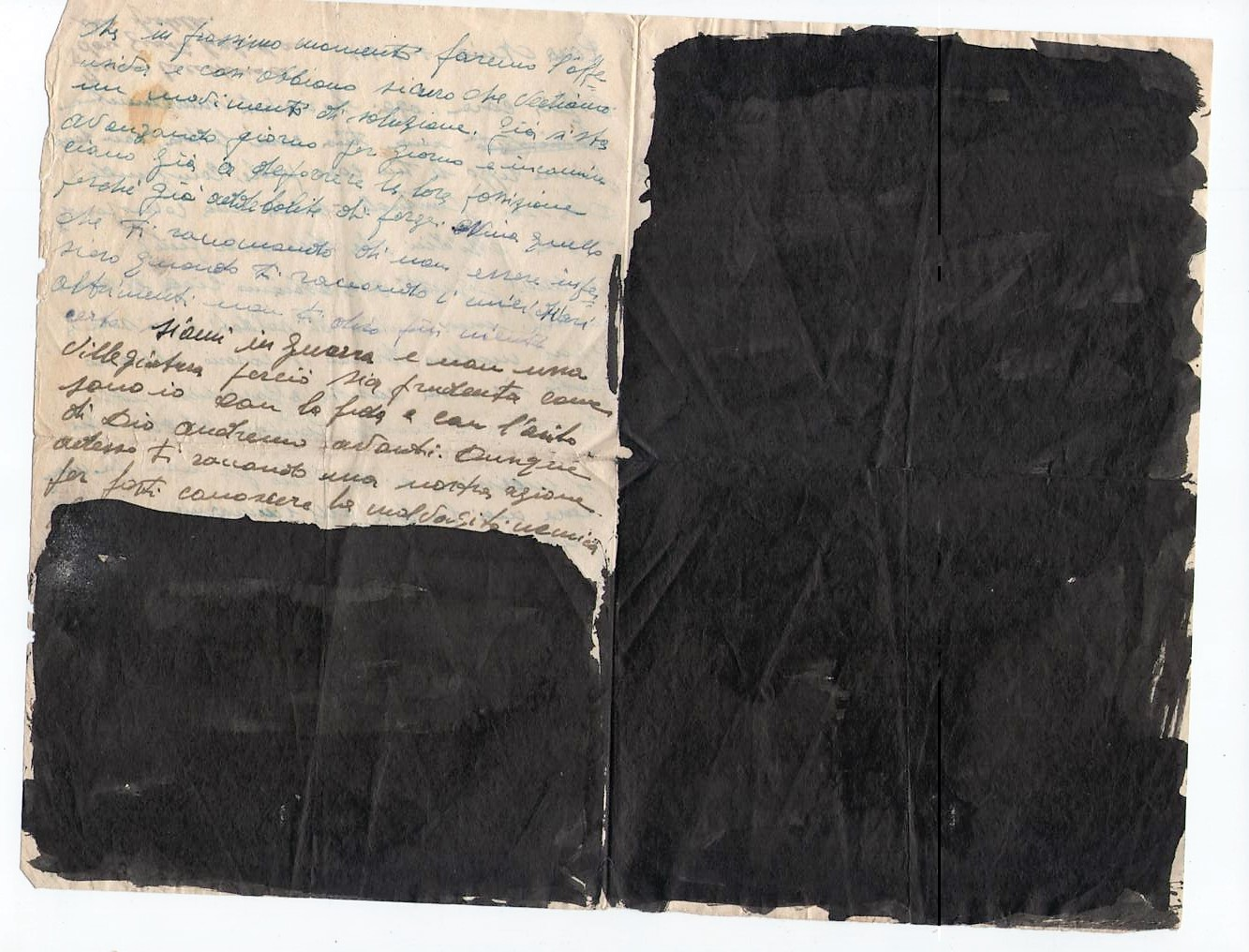
Lettera datata 7 marzo 1941, scritta da un soldato italiano alla propria famiglia; censurata.

Questi documenti sono pervenuti sino a noi in gran numero. Ciò è dovuto ad alcuni fatti: in primo luogo la guerra aveva portato molti italiani lontani dalle loro case, creando un bisogno di scrivere alla propria famiglia che prima non esisteva. Secondariamente, in una situazione critica come può essere quella di una guerra, le autorità militari erano ovviamente costrette ad una maggiore attività, allo scopo di controllare eventuali oppositori interni, spie o (soprattutto) disfattisti. Infine, l'esito della guerra non permise ai fascisti di nascondere o eliminare questi documenti (cosa che si suppone sia avvenuta per altri documenti prima della guerra), che rimasero negli uffici pubblici dove vennero trovati dalle truppe di occupazione. Quindi è oggi possibile leggere migliaia di queste lettere che i soldati inviavano alle loro famiglie, e questi documenti si sono rivelati una risorsa unica per la conoscenza della società italiana di quel periodo.

## Dalla nascita del Minculpop al 1943

### Censura dell'editoria

Un gerarca, durante una visita di Mussolini, inciampa comicamente: la foto venne vietata poiché non si atteneva alla marzialità fascista (1937).

Tra il 1929 e il 1945 il regime fascista di Mussolini eseguì numerose azioni repressive nei confronti delle case editrici italiane, tra cui la Mondadori. Queste azioni, volte ad ottenere l'eliminazione di pubblicazioni di autori ebrei e di autori il cui obiettivo culturale andava contro l'ideologia del regime, portarono alla censura di numerosi testi e traduzioni, limitando notevolmente la libertà d'espressione in Italia. Si contano oltre 200 opere tra testi e traduzione, censurate alla Mondadori Editore dal regime fascista, negli anni tra il 1929 e il 1945. Tra gli autori proibiti dal regime si segnalano: Erich Maria Remarque, Cesare Mori, Emil Ludwig, Vitaliano Brancati, Giulio Costanzi, Christa Winsloe, Margaret Kennedy, Leonhard Frank, Henry de Montherlant, Sem Benelli, Joseph Roth e molti altri autori italiani e internazionali.
Con la creazione del Ministero della cultura popolare (comunemente abbreviato "Minculpop", 1937) l'attività di controllo della stampa venne accentrata a Roma e sottratta ai prefetti. Il dicastero guidato da Dino Alfieri assunse la competenza su tutti i contenuti che potessero apparire in giornali, radio, letteratura, teatro, cinema, ed in genere qualsiasi altra forma di comunicazione o arte. 
Il controllo dell'informazione politica si fece ancora più stretto: il Minculpop iniziò ad occuparsi anche della forma ritenuta la più conforme agli ideali e ai modi fascisti. Diramava comunicati alle redazioni su quale dovesse essere il modo più "consono" di comunicare una notizia, comprese le istruzioni su come ingigantire un fatto e, per converso, su come nasconderlo. Erano queste le "veline", così chiamate per la carta-velina che si impiegava per farne molteplici copie con le macchine per scrivere.
Gli avvenimenti che videro la partecipazione dei fascisti italiani alla Guerra civile spagnola provocarono l'aumento dei giornalisti dissidenti (fra questi Indro Montanelli) e la loro cancellazione dall'albo. A causa dell'organizzazione della direzione dei giornali in mano a persone nominate direttamente dal regime si è scritto che la stampa italiana provvide spesso ad autocensurarsi senza preoccuparsi come ebbe a dire Ennio Flaiano, di quella «trascurabile maggioranza degli italiani» che erano i fascisti.
Nell'industria libraria, gli editori avevano dei controllori interni: ad essi spettava il compito di emendare i testi colpiti dalla censura. Nel caso invece che alcuni testi censurati raggiungessero le librerie, il Minculpop metteva in azione un'organizzazione capillare che riusciva spesso a sequestrare in un tempo molto breve tutte le copie dell'opera bandita.
Neanche i romanzi furono risparmiati dalle occhiute attenzioni del regime. Dino Alfieri dichiarò che «l'assassino non deve assolutamente essere italiano e non può sfuggire in alcun modo alla giustizia.» Stabilì inoltre che sui libri stranieri dovessero essere apposte delle fascette con il testo: «Gli usi e i costumi della polizia descritti in quest'opera non sono italiani. In Italia, Giustizia e Pubblica Sicurezza sono cose serie.»
Da segnalare, infine, la questione dell'italianizzazione delle parole provenienti da altre lingue: con l'«autarchia» (la manovra d'indirizzo generale verso l'autosufficienza e l'italianità) esse erano state bandite. La censura comunque non imponeva grossi limiti sulla letteratura straniera, e molti tra gli autori stranieri che potevano liberamente visitare l'Italia e scrivere di essa, potevano essere letti liberamente.

### La censura nelle comunicazioni private
Non tutta la corrispondenza veniva ispezionata, ma non tutta quella che veniva letta dai censori riportava il regolare bollo che registrava l'avvenuto controllo. Gran parte della censura, molto probabilmente, non veniva dichiarata, in modo da poter segretamente consentire ulteriori investigazioni di polizia. Inoltre, qualsiasi telefonata era a rischio di essere intercettata e, persino, interrotta dai censori del famigerato «ufficio cuffia».
Discorrere in pubblico in luoghi non appartati era in effetti molto rischioso, in quanto una speciale sezione di investigatori si occupava di quello che la gente diceva per strada; un'eventuale accusa da parte di un poliziotto in incognito era molto difficile da confutare. Molte persone affermarono di essere state falsamente accusate di sentimenti anti-nazionali solo per l'interesse personale della spia. Di conseguenza, dopo i primi casi, la gente solitamente evitava di fare discorsi compromettenti sia all'aperto che in locali frequentati.
Il fatto che gli italiani fossero consci che qualsiasi comunicazione potesse essere intercettata, registrata, analizzata ed eventualmente usata contro di loro, fece sì che con il tempo la censura divenisse una cosa da tenere normalmente in considerazione e, ben presto, la gente iniziò a usare termini gergali o altri sistemi convenzionali per aggirare la regola.
Nella relazione del giugno 1942 del XX Comando Supremo S.I.M. Sezione Censura e Statistica - Posta Militare n. 21, sono segnalati i seguenti argomenti degni di attenzione: allarmismo, propaganda sovversiva, situazione economica generale e locale, echi di agitazione all'interno e all'esterno, sabotaggio, pacifismo, lamentele circa il trattamento e le condizioni di vita, istigazione alla renitenza, autolesionismo, svalutazione delle nostre operazioni, manifestazioni varie in senso avverso al buon esito della guerra, apprezzamenti sul nemico e argomenti di interesse militare.

### Provvedimenti antisemiti
A partire dal 1937 fu considerata la possibilità di adottare provvedimenti sulla stampa aventi un'impronta razzista. Nel 1938, tra il 6 e l'8 aprile, il Minculpop emanò il primo provvedimento contenente l'ordine di sequestro dei libri di autori ebrei.
Esso iniziava con la seguente considerazione:
Strumento necessario per colpire gli autori considerati nemici del regime fu la compilazione di una lista di proscrizione. In poco tempo il ministero della cultura popolare stilò un elenco di 355 giornalisti “presunti ebrei”, utilizzando come base l'albo professionale (aggiornato alla data del 28 febbraio 1938).
Il 14 luglio apparve il “Manifesto della razza”, contenente un'interpretazione “biologica” dell'antisemitismo che divenne poi la linea ufficiale del governo fascista. Prima dell'inizio del nuovo anno scolastico il ministro dell'Educazione Nazionale Giuseppe Bottai emanò alcune circolari sull'indizione di un “censimento” degli autori dei libri di testo scolastici allo scopo di eliminare i libri scritti da autori ebrei. Nella seduta del Gran consiglio del fascismo del 10 novembre queste circolari vennero convertite in legge. Un mese prima il Gran consiglio aveva approvato le prime norme di carattere generale (6 ottobre 1938) che colpivano gli ebrei in tutti i settori della vita sociale (lavoro, matrimonio, successioni, ecc.).
Il “censimento” degli autori ebrei fu realizzato tra il 1938 e il 1939. Tutte le case editrici furono coinvolte. Dovettero comunicare all'autorità governativa le generalità di tutti gli ebrei che facevano parte del proprio organico. Il governo contò sulla collaborazione (connivenza) degli editori, i quali erano consapevoli che non avevano altra scelta.
Quanto all'attività editoriale vera e propria, le indicazioni del ministero erano precise: dovevano essere eliminare dal catalogo le opere di autori ebrei. In pratica, gli editori dovettero censurare gli autori vietati, compiendo una sorta di “autobonifica”. Le eccezioni furono consentite solo alle case editrici specializzate (accademiche, scientifiche). Esse poterono continuare a vendere opere già edite di autori ebrei fino all'esaurimento delle scorte. Inoltre poterono “ultimare i volumi di autori ebrei denunciati al ministero in avanzato corso di stampa”. Il ministerò considerò anche la possibilità di chiudere la casa editriche Olschki, a causa del nome, ma il proprietario minacciò di trasportare tutta la produzione in Svizzera, facendo così recedere l'autorità governativa dal suo proposito.
Nel complesso, furono circa 900 le opere “autobonificate” dalle varie case editrici. I rimborsi concessi dal governo coprirono solo una parte delle perdite, che furono ingenti: la Cedam di Padova dichiarò di aver sofferto nel solo 1939 perdite per più di un milione di lire.
Dal gennaio 1939 si andò oltre l'autobonifica: fu impedita la pubblicazione e la ristampa anche dei “futuri libri di tutti gli ebrei, italiani e stranieri”. Nell'agosto dello stesso 1939 Mussolini emanò l'ordine di togliere dalla circolazione tutti i libri di autore ebreo usciti dal 1850 in poi. In questo modo si calcola che furono cancellate quattro generazioni di scrittori ebrei. Queste ultime due misure non furono mai convertite in legge.
Dopo il 1940 la questione antisemita divenne oggetto di verifiche più che altro di routine, riguardanti quasi esclusivamente le nuove opere. Tra il 1940 e il 1942 i cataloghi editoriali subirono un processo di fortissima arianizzazione. Non furono esenti da questo processo neanche le biblioteche: sin dal 1937 le pubblicazioni sequestrate non potevano più andare in prestito e dovevano essere collocate in appositi scaffali non consultabili dal pubblico. A partire dal 1938 tutte le biblioteche pubbliche ricevettero l'ordine di rimuovere le opere di autori ebrei. Il bando ai libri di cultura ebraica dalle biblioteche era il segno di una grave repressione della libertà poiché «le biblioteche, i luoghi per definizione addette alla conservazione dei libri, possono diventare il più efficace strumento di esclusione».
Azioni clamorose come quelle naziste con i falò dei libri che non si conformavano all'ideologia del regime non si ebbero in Italia, ma l'eliminazione dei libri di autori ebrei fu comunque perseguita e meticolosamente organizzata. Un rogo non programmato di libri ad opera dei fascisti si ebbe comunque in Italia a Torino in piazza Carlina nel 1943 L'episodio viene smentito però da alcuni testimoni del tempo come Alberto Cavaglion  che conferma alcune razzie dei libri della biblioteca ebraica nel 1943 ma che la maggior parte di questi venne salvata dall'editore Andrea Viglongo. Anche il giornalista antifascista Bruno Segre afferma che non vi sia stato il rogo nel 1943 poiché la biblioteca era già stata quasi interamente distrutta dai bombardamenti alleati.
Dopo il 25 luglio 1943 le singole disposizioni rimasero in vigore nonostante la caduta del fascismo. Il governo Badoglio decise di non abrogarle in blocco: esse furono semplicemente disapplicate. Solo gli elenchi degli autori ebrei furono esplicitamente aboliti. Un ritorno alla normalità si ebbe solamente dopo la fine della Seconda guerra mondiale.